# Mycalesis dentata
Mycalesis dentata är en fjärilsart som beskrevs av Sharpe 1898. Mycalesis dentata ingår i släktet Mycalesis och familjen praktfjärilar. Inga underarter finns listade i Catalogue of Life.